# ペドロ2世 (アラゴン王)
ペドロ2世（西：Pedro II, 1174年7月 - 1213年9月12日）は、アラゴン王およびバルセロナ伯（在位：1196年 - 1213年）。アルフォンソ2世と王妃サンチャ（カスティーリャ王アルフォンソ7世と王妃リキルダの娘）の子。ローマで教皇に戴冠してもらったことからカトリック王（el Católico）と呼ばれる。カタルーニャ語名ではペラ2世（Pere II, バルセロナ伯としては1世）。

## 生涯
1196年に即位した時、母方の従兄で父の盟友だったカスティーリャ王アルフォンソ8世がレオン王アルフォンソ9世とナバラ王サンチョ7世に東西から挟撃され苦境に立たされていた。前年（1195年）にムワッヒド朝アミールのヤアクーブ・マンスールにアラルコスの戦いで大敗したことが背景にあったが、ナバラと国境紛争を抱えるペドロ2世はアルフォンソ8世を支援、1198年にアルフォンソ8世と共にナバラへ侵攻、サンチョ7世をカスティーリャに屈服させた。1209年、対ムワッヒド朝へ十字軍結成を考える教皇インノケンティウス3世の意向を受けたトレド大司教ロドリゴ・ヒメネス・デ・ラダの仲裁でサンチョ7世と和睦した。
1210年からレコンキスタに力を入れ、バレンシアの国境要塞をいくつか奪い、翌1211年にアルフォンソ8世と会見してムワッヒド朝に対するカスティーリャへ協力を約束、1212年にアルフォンソ8世、サンチョ7世と共にナバス・デ・トロサの戦いに参戦、ムワッヒド朝アミール・ムハンマド・ナースィルを打ち破った。
しかし、フランス南部の領土をめぐってフランスの諸侯と対立し、シモン・ド・モンフォールに息子ハイメ（妃マリア・デ・モンペリエとの間の一人息子、後のハイメ1世）を差し出すことで戦争を回避しようとしたが、結局はアルビジョア十字軍と正面対決することになる（カタリ派に荷担したとされ教皇より破門もされている）。1213年、トゥールーズ郊外ミュレの戦いにおいて戦死した。無謀にも自ら先陣を切って敵軍に突撃したと伝えられ、後に曾孫のハイメ2世は「狂気の沙汰だ」と記している。
母が埋葬されているシヘーナ修道院 (en) に埋葬されたが、異端としてその場所は墓地エリア外とされた。1217年2月、代替わりした教皇ホノリウス3世により遺骸は修道院内に移葬された。その場所は母の棺の隣であった。

## 子女
1204年にモンペリエ領主ギレム8世の娘で女子相続人のマリア・デ・モンペリエと結婚した。マリアの母はビザンツ皇女エウドキア（マヌエル1世の姪）であり、マリアはこの結婚の前に2度の離婚歴があった。1男をもうけた。
- ハイメ1世（1208年 - 1276年） - アラゴン王（1213年 - 1276年）